# Gollanaganahalli, Bellary
Gollanaganahalli là một làng thuộc tehsil Bellary, huyện Bellary, bang Karnataka, Ấn Độ.